# 15-я механизированная бригада (1-го формирования)
15-я механизированная бригада (15 мбр) — воинское соединение автобронетанковых войск в РККА Вооружённых Сил СССР.

## История
Бригада начала формироваться 2 мая 1935 г. в Украинском военном округе в г. Шепетовка Винницкой области Украинской ССР .
17 мая 1935 Украинский военный округ разделён на два военных округа — Киевский и Харьковский.
15-я мбр вошла в состав Киевского военного округа.
Командир бригады — Я. Н. Федоренко.
Помощник командира бригады по технической части — М. Д. Шилькрот.
Бригада вооружалась лёгкими танками Т-26. Дислоцировалась бригада в г. Шепетовка Каменец-Подольская область.
Танковое соединение вошло в состав Шепетовского гарнизона и явилось мощным средством усиления войск приграничного гарнизона.
В середине 1938 в автобронетанковых войсках была проведены перенумерация и переименование соединений и переход их на новые штаты. 15-я механизированная бригада получила название 38-я легкотанковая бригада. С 26 июля 1938 бригада вошла в состав Винницкой армейской группы.

## Полное название
15-я механизированная бригада

## Подчинение
- Украинский военный округ (2.7—17.5.1935);
- Киевский военный округ (17.5.1935—26.7.1938);
- Киевский Особый военный округ (26.7.1938).

## Командование
Командиры бригады:
- Федоренко, Яков Николаевич, (май 1935—1937), с 26 ноября 1935 комбриг.
- Волох, Пётр Васильевич, комбриг, (на 1.07.1938, до 4.06.1940 г.).

Военный комиссар, Заместитель командира бригады по политической части:
- Зуев, Иван Васильевич, (12.1937—10.05.1939 г.), полковой комиссар.

Помощник командира бригады по технической части:
- Шилькрот, Моисей Давидович, с сентября 1935 — майор.

Начальник штаба бригады:
- Кукушкин, Александр Васильевич (03.1936—10.1937),
- Малыгин, Константин Алексеевич, майор, (12.1937—03.1941).

Начальник политического отдела:
- Широков, Виктор Прокофьевич, батальонный комиссар, (до 4.11.1939 г.).

Начальник 5-й части (тыл бригады):
- Мухин, Алексей Васильевич, капитан.

Начальник химической службы:
- Верушкин, Фёдор Алексеевич.

Начальник политотдела:
- Широков, Виктор Прокофьевич, батальонный комиссар (до 4.11.1939 г.).

## Состав
В 1935—1938:
- управление бригады
- 1-й отдельный танковый батальон
- 2-й отдельный танковый батальон
- 3-й отдельный танковый батальон
- 15-й отдельный учебный танковый батальон: (1932—1938) командир взвода, роты, батальона Королёв, Василий Георгиевич.
- 15-й отдельный стрелковый батальон
- 15-й отдельный разведывательный батальон
- 15-й отдельная рота связи
- 15-й отдельный ремонтно-восстановительный батальон
- 15-й отдельная автотранспортная рота
- 15-й отдельный батальон боевого обеспечения

## Боевая деятельность
1935 год
2 мая в г. Шепетовка Винницкой области Украинской ССР УкрВО началось формирование бригады. Командир бригады — Я.Н. Федоренко, Помощник командира бригады по технической части — М.Д. Шилькрот.
1 июля 15-я мбр дислоцировалась в гарнизоне г. Шепетовка Каменец-Подольской области Украинской ССР.
В сентябре состоялись присвоения персональных воинских званий:
командиру бригады Я. Н. Федоренко — комбриг, помощнику командира бригады по технической части М. Д. Шилькроту — майор.
Социалистическое соревнование всё больше входило в процесс боевой и политической подготовки личного состава округа. Оно проводилось под лозунгами: «Все коммунисты и комсомольцы — отличные стрелки!», «Ни одного отстающего в огневой подготовке!».
1936 год
1 января
Командир бригады — комбриг Я. Н. Федоренко,
Помощник командира бригады по технической части — майор М. Д. Шилькрот.
15-я мбр дислоцировалась в гарнизоне г. Шепетовка.
Бригада имела на вооружении лёгких танков Т-26 линейных — 93 шт., Т-26 химических (огнемётных) — 8 шт., Т-26 радийных (имеющих рацию) — 67 шт., малых плавающих танков (танкеток) Т-37А линейных — 2 шт., Т-37А радийных — 7 шт., танкеток Т-27 — 4 шт., всего танков — 181 шт.; бронеавтомобилей ФАИ — 3 шт., БАИ и БА-3 — 2 шт., всего бронеавтомобилей — 5 шт.
В марте начальником штаба бригады назначен Александр Васильевич Кукушкин (03.36—10.37).
В 1936 году по призыву Политуправления округа в стахановское движение включаются соединения и части округа. Звание стахановца присваивалось подразделениям, частям и соединениям, которые отлично изучили боевую технику, берегли военное имущество, экономили горючие и смазочные материалы.
12 сентября
Шепетовские манёвры. 12—15 сентября 1936 15-я мбр участвовала в окружных тактических учениях. Цель учений — совершенствование боевой подготовки войск. Учения проходили в районе г. Шепетовка Винницкой области, г. Бердичев, г. Житомир. В учениях принимали участие соединения, сформированные в 1936 году. Руководителем учений был командарм 1 ранга И.Э. Якир, его заместителем был помощник командующего войсками округа по кавалерии комкор Тимошенко, Семён Константинович. Партийно-политической работой на учениях руководил армейский комиссар 2 ранга Амелин М.П.. Штаб руководства возглавлял начальник штаба округа комдив Бутырский В.П.
Участники: с одной стороны — 7-й кавалерийский корпус (2-я, 23-я, 26-я кавдивизии) с приданными ему 15-й, 17-й механизированными бригадами и 135-й стрелково-пулемётной бригадой, 35-й истребительной авиаэскадрильей; с другой стороны — 8-й стрелковый корпус (44-я и 100-я стрелковые дивизии и 3-я кавалерийская дивизия) с приданными ему 12-й и 22-й механизированными бригадами, 34-й истребительной авиаэскадрильей. В стрелковых дивизиях и механизированных бригадах было 450 танков. В авиаэскадрильях было 56 самолётов.
На манёврах войска отрабатывали вопросы наступательного боя и организации подвижной обороны в условиях лесисто-болотистой местности, организации и проведения марша кавалерийского корпуса в предвидении встречного боя с конно-механизированной группой противника, прорыва оборонительной полосы с преодолением водной преграды, ведения подвижной обороны и управления войсками.
14 сентября. Механизированные части вели «бой» в сложных условиях. За два дня в ходе совершения манёвра они прошли до 100 км.
1937 год
1 января
Командир бригады — комбриг Я.Н. Федоренко.
Помощник командира бригады по технической части — майор М.Д. Шилькрот.
В 1937 комбриг Я.Н. Федоренко назначен начальником автобронетанковых войск Киевского военного округа.
10 мая должности заместителей командиров по политической части упразднены, а введены должности военных комиссаров.
22 сентября образована Каменец-Подольская область. Шепетовский район с районным центром г. Шепетовка входит в Каменец-Подольскую область.
В декабре назначены военным комиссаром бригады полковой комиссар И.В. Зуев, начальником штаба бригады — майор К.А. Малыгин.
Интернациональную помощь народу Испании в борьбе с фашизмом оказывали военнослужащие округа. За отличие в боях орденом Красного Знамени награждён военный комиссар И.В. Зуев.
1938 год
1 января
Заместитель командира бригады по политической части — полковой комиссар И.В. Зуев.
Помощник командира бригады по технической части — М.Д. Шилькрот.
Начальник штаба бригады — К.А. Малыгин.
1 июля командиром бригады назначен комбриг П.В. Волох.
26 июля Главный Военный совет Красной Армии Киевский военный округ преобразовал в Киевский Особый военный округ и создал в округе армейские группы. В автобронетанковых войсках проведены перенумерация и переименование соединений и переход их на новые штаты. 15-я механизированная бригада стала называться 38-я легкотанковая бригада. Бригада вошла в состав Винницкой армейской группы.